# لورایس
لورایس (به فرانسوی: Lurais) یک کمون در فرانسه است که در اندر واقع شده‌است. لورایس ۱۳٫۶۱ کیلومتر مربع مساحت و ۲۳۴ نفر جمعیت دارد و ۸۰ متر بالاتر از سطح دریا واقع شده‌است.